# Путілово
Путі́лово (рос. Путилово) — присілок у складі Нікольського району Вологодської області, Росія. Входить до складу Кемського сільського поселення.

## Населення
Населення — 79 осіб (2010; 86 у 2002).
Національний склад (станом на 2002 рік):
- росіяни — 98 %